# Кальтеннордхайм
Кальтеннордхайм (нем. Kaltennordheim) — город в Германии, в земле Тюрингия. 
Входит в состав района Вартбург. Подчиняется управлению Оберес Фельдаталь.  Население составляет 1730 человек (на 31 декабря 2010 года). Занимает площадь 15,61 км². Официальный код  —  16 0 63 044.

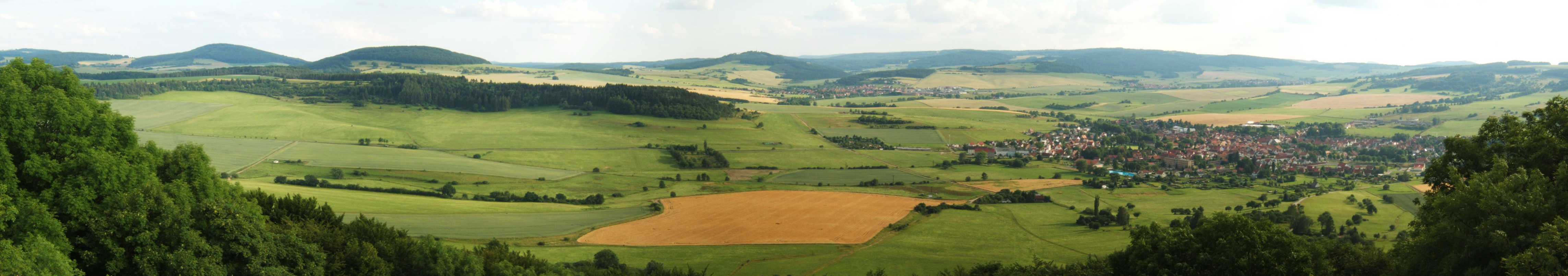
Кальтеннордхайм